# 紀藤常亮

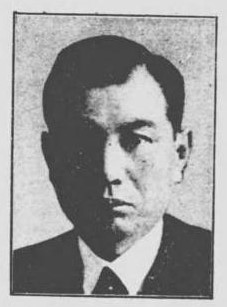
紀藤常亮

紀藤 常亮（きとう つねすけ、1899年8月7日 - 1971年11月13日）は、日本の政治家。衆議院議員（1期）。宇部市長を務めた紀藤閑之介の長男。妻は渡辺好延の次女・キク子。

## 経歴
山口県出身。1924年東京農業大学卒。宇部農業実践学校校長兼教諭となり、宇部市農会長、同信用購買販売利用組合長、同畜産組合長、山口県議、山口県農会長、同畜産組合連合会評議員、大政翼賛会山口県支部常務委員、また朝鮮セメント、宇部銀行、山口銀行、宇部重工業、宇部興産、宇部物産各(株)監査役となる。
1942年の第21回衆議院議員総選挙では山口1区(当時)から翼賛政治体制協議会の推薦を受けて当選する。戦後は日本進歩党に入ったが、推薦議員のため公職追放となった。1951年追放解除。1971年死去。